# Liang Wu Di

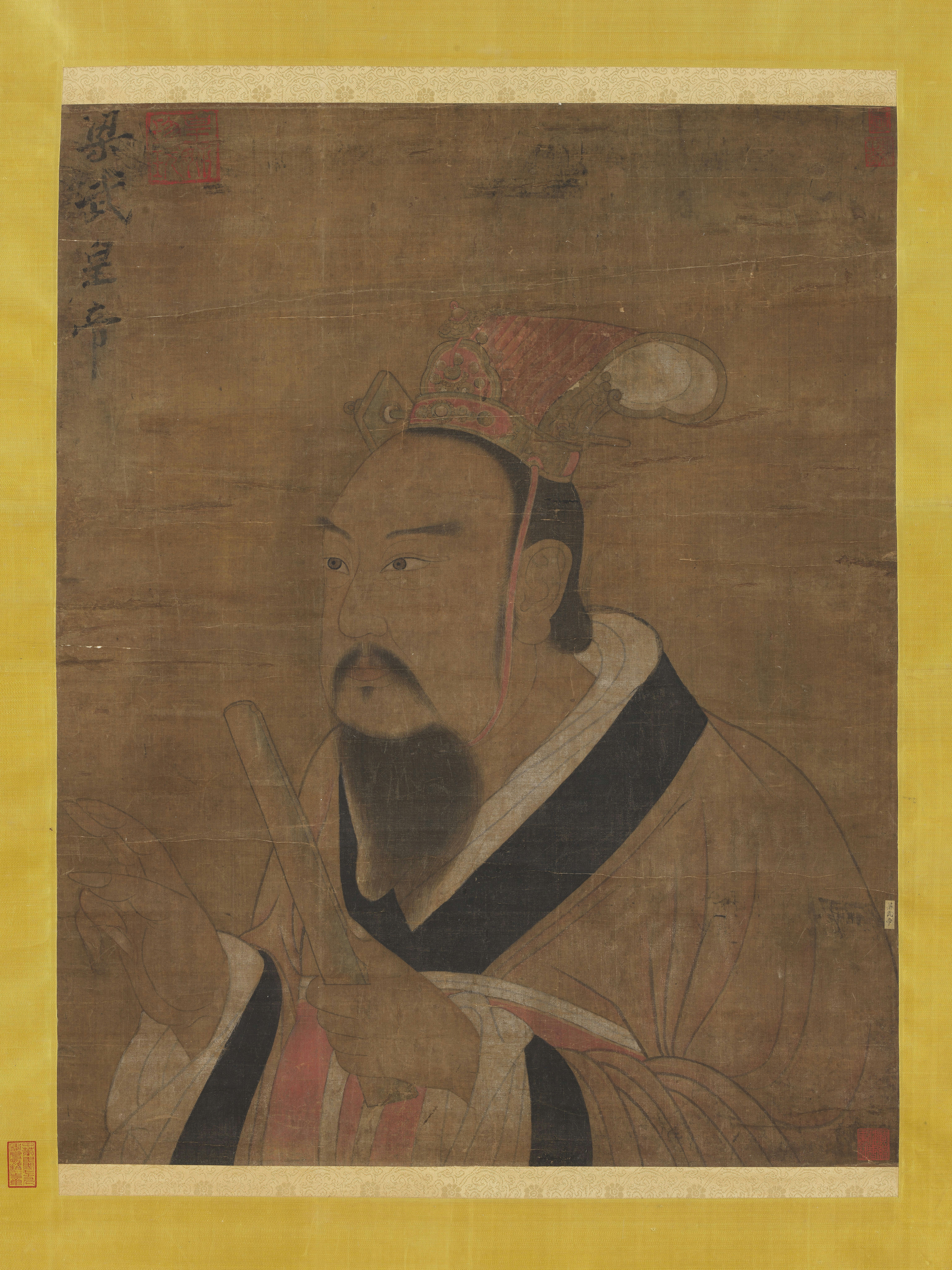
Liang Wu Di

Liang Wu Di (chinesisch 梁武帝, Pinyin Liáng Wǔ Dì, eigentlich chinesisch 蕭衍, Pinyin Xiāo Yǎn, * 464; † 549) war von 502 bis 549 Kaiser der Liang-Dynastie in China, der bedeutendste Förderer des Buddhismus in China. In der Literatur des Zen ist er durch Legende vom Dialog mit Bodhidharma bekannt, wie er im ersten Beispiel des Biyan Lu geschildert ist. („Offene Weite – nichts von heilig!“)

## Leben
Der Kaiser zog schon unmittelbar nach seinem Regierungsantritt den Buddhismus gegenüber dem Konfuzianismus und Daoismus vor und bezeichnete diese als „irrige, äußere Lehren“, behielt sie aber im Staatsinteresse bei. Er erließ ein Verbot für Tieropfer und sprach sich gegen die Todesstrafe aus. Ferner schrieb er selbst Kommentare zu buddhistischen Schriften und richtete religiöse Veranstaltungen mit knapp 50.000 Menschen aus. Er war belesen und betätigte sich auch als Dichter. Gute Offiziere mieden ihn und gingen zu seinen Rivalen.
Bedeutend wurde er auch durch die Einrichtung von Hochschulen und die Ausweitung des Prüfungssystems für die Staatsbeamten. Für die Söhne des chinesischen Adels machte er das Studium der Werke des Konfuzius verbindlich. Der Adel wetteiferte damals in der Pflege der schönen Künste, so dass diese Zeit als Goldenes Zeitalter der Adelskultur gilt.
In die Zeit seiner Herrschaft fallen verstärkte Angriffe der Nördlichen Wei-Dynastie der Tuoba sowie innere Unruhen im eigenen Reich: 548 erhob sich der General Hou Jing und belagerte die Hauptstadt, welche im Sommer 549 fiel. Der Kaiser starb mit 85 Jahren an den Folgen der Belagerung bzw. man ließ ihn verhungern. Sein Nachfolger wurde Liang Jianwen Di.
Einzelnachweise
1. ↑  Dieses Treffen kann nicht stattgefunden haben, wie sich aus anderen historisch belegbaren Ereignissen zeigen lässt. Siehe: John McRae: Seeing through Zen;. Berkeley, 2003, ISBN 0-520-23797-8, S. 24.

| Personendaten    | Personendaten                                                                       |
| ---------------- | ----------------------------------------------------------------------------------- |
| NAME             | Liang Wu Di                                                                         |
| ALTERNATIVNAMEN  | 梁武帝 (chinesisch); Xiao Yan (wirklicher Name); 蕭衍 (wirklicher Name, chinesisch) |
| KURZBESCHREIBUNG | chinesischer Kaiser der Liang-Dynastie                                              |
| GEBURTSDATUM     | 464                                                                                 |
| STERBEDATUM      | 549                                                                                 |